# Freiheit statt Kapitalismus
Freiheit statt Kapitalismus ist ein Sachbuch der Politikerin Sahra Wagenknecht (BSW), das im Mai 2011 im Eichborn-Verlag veröffentlicht wurde. 2012 erschien eine erweiterte und überarbeitete Neuausgabe des Werkes unter dem Titel Freiheit statt Kapitalismus: Über vergessene Ideale, die Eurokrise und unsere Zukunft beim Campus-Verlag. Sie räumt der Euro-Krise, ihren Folgeerscheinungen und der Frage ihrer Überwindung einen größeren Raum ein.
Wagenknecht analysiert die Wirtschaftspolitik Deutschlands zur Zeit der Eurokrise und kritisiert sie auf der Basis des Ordoliberalismus, auf den sich die Bundesrepublik Deutschland entsprechend ihrem ursprünglichen Selbstverständnis und ihrer Verfassung festgelegt hatte. Wagenknecht zufolge wird im Gegensatz zum ursprünglichen sozialstaatlich regulierten Wirtschaftsmodell der gegenwärtige Kapitalismus künftig den versprochenen „Wohlstand für Alle“ nicht mehr realisieren können. Dieser Finanzkapitalismus angelsächsischer Prägung löse keine Investitionsanreize mehr aus, die einen Konjunkturaufschwung bewirken und so die Finanz- und Schuldenkrise bewältigen könnten. Sie schlägt als Lösung eine wirtschaftspolitische Umorientierung vor. Die soziale Marktwirtschaft soll erneuert und vollendet werden. Ihre Modellvorstellung bezeichnet Wagenknecht auch als „kreativen Sozialismus“, da es ihr nicht um bloße Wiederherstellung des Vergangenen, sondern um eine auch Neues wagende Antwort auf die Entwicklung der Moderne geht.
Der Titel „Freiheit statt Kapitalismus“ spielt auf den im Bundestagswahlkampf 1976 bekannt gewordenen Slogan „Freiheit statt Sozialismus“ der CDU an.

## Inhalt

### Ludwig Erhards Versprechen wurde gebrochen
Der freie Markt allein kann nicht für eine Verteilung der Güter sorgen, in denen Einzel- und Gesamtinteressen aufeinander abgestimmt wären. Diese Auffassung ist nicht neu, Wagenknecht findet und verortet sie im marktwirtschaftlichen Programm der ordoliberalen Wirtschaftspolitiker Walter Eucken, Alfred Müller-Armack und Ludwig Erhard, deren Vorstellungen für selbstverständlich galten und die Wirtschaftsordnung Deutschlands nach dem Zweiten Weltkrieg geprägt haben. Weitere Quellen findet sie in der Sozialpolitik der SPD zur Zeit des Godesberger Programms, das von Oswald von Nell Breunings Sozialphilosophie geprägt wurde, und in der Sozialenzyklika Quadragesimo anno, die die christlichen Parteien zur Zeit ihrer Namensfindung zu ihren programmatischen Grundlagen gerechnet hatten.
Aufgrund dieser Denktradition beruht die Soziale Marktwirtschaft nach Wagenknechts Auffassung auf vier Fundamenten:
1. Ordnung statt Mitleid: Eine Marktwirtschaft kann das Allgemeinwohl nur fördern, wenn sie in strikte Regeln und Sozialgesetze eingebunden ist. Der soziale Ausgleich kann daher nicht dem Markt überlassen werden, sondern muss Aufgabe des Staates sein. Entsprechend dieser Prinzipien wurde eine funktionsfähige gesetzliche Renten- und Krankenversicherung und eine menschenwürdige Arbeitslosenhilfe in den 1950er und 60er Jahren politisch umgesetzt. (Geschichte der Sozialversicherung in Deutschland).[3]
2. Verhinderung „wirtschaftlicher Macht“: Nur wenn die Konzentration wirtschaftlicher Macht verhindert wird, bleibt die Politik unabhängig genug, um der Wirtschaft einen sozialen Rahmen aufzuzwingen, und nur dann kann Wettbewerb und Markt eine dem Allgemeinwohl nützliche Funktion erfüllen. Der Laissez-faire-Liberalismus ist deshalb so schädlich, weil er Großunternehmen entstehen lässt, deren enorme wirtschaftliche Macht jede gegen ihre Interessen gerichtete Politik verhindert.[4]
3. der „persönlichen Haftung“ – Finanzmärkte, auf denen die Akteure nach maximalem Gewinnen streben, ohne für einen Misserfolg zu haften, lösen schon nach Euckens Vorstellungen eine „Tendenz zur Zentralverwaltungswirtschaft“ aus.[5]
4. der Idee einer „gemischten Wirtschaft“, in welcher der Staat ebenfalls aktiv investieren soll, um bestimmte Bereiche vor privaten Monopolen zu schützen. Beispiele hierfür sind Stromnetze und Eisenbahnstrecken, wo wegen der hohen Investitionskosten ein Wettbewerb zwischen alternativen Netzen eine immense Verschwendung von Ressourcen wäre.[6]

Wagenknecht diagnostiziert, dass in der Anfangszeit der Wirtschaftsentwicklung der Bundesrepublik die Etablierung sozialer Netze für Krankheit, Alter und Arbeitslosigkeit gelungen sei. Die Nachkriegskonjunktur habe für Vollbeschäftigung gesorgt. Starke Gewerkschaften hätten Lohnerhöhungen im Rahmen des Produktivitätsfortschritts erkämpft. Mittelständische Unternehmen seien erfolgreich gefördert worden und so sei ein breiter mittelständischer Unternehmenssektor entstanden. Allerdings hätte die Wirtschaftsordnung aufgrund der wirtschaftlichen Macht großer Konzerne und mit ihnen verflochtener Banken nie ganz dem ordoliberalen Vorbild entsprochen.
Mit Entstehung des europäischen Binnenmarkts in den 1990er Jahren sei dann die Kartellkontrolle soweit verwässert worden, dass sich marktbeherrschende Konzerne bilden konnten.
Besonders kritisch zeigt sich Wagenknecht gegenüber Politikern, die den Ordoliberalismus für die heutige Zeit kritisieren würden. Sie versucht nachzuweisen, dass diese von den Vertretern dieser Schule nichts gelesen hätten oder respektlose „Leichenfledderei“ betreiben. Sie beruft sich außerdem darauf, dass die von ihr dargestellten Prinzipien im Sozialstaatsgebot, in den sozialen Grund- und Menschenrechten und in der Sozialbindung des Eigentums enthalten seien und deshalb eigentlich als ethische und verfassungsmäßige Grundlage unserer Gesellschaftsordnung nicht zur Disposition gestellt werden dürften. Die rechtlich verbindlichen Dokumente, die diese Prinzipien garantierten, seien außer dem Grundgesetz besonders die Allgemeine Erklärung der Menschenrechte der UNO, die Europäische Grundrechte-Charta, die Europäische Sozialcharta und der Internationale Pakt über wirtschaftliche, soziale und kulturelle Rechte.

### Unproduktiver Kapitalismus
In einem weiteren Kapitel versucht Wagenknecht, die Ursachen der Finanzkrise der Jahre nach 2007 zu bestimmen. Verantwortlich für die Krise seien ihrer Meinung nach auch die deutschen Großbanken, vor allem die Deutsche Bank, da diese für hohe Renditen massiv in Spekulationsgeschäfte eingestiegen seien. Dabei hätten sie ihre Rolle, Finanzmittel für die Realwirtschaft aufzubringen, vernachlässigt. Sie schildert, dass schon 2003 deutsche Banken Bundeskanzler Gerhard Schröder vergeblich ersucht hätten, problematische Kredite in eine staatliche „Bad-Bank“ abgeben zu können. Die fraglichen faulen Kredite im Umfang zwischen 50 und 100 Milliarden Euro seien Teil einer Immobilienblase infolge der Wiedervereinigung gewesen, aber auch Folge der Spekulationen des „Neuen Markts“.
In derselben Zeit begann in den USA das Geschäft der Banken mit gebündelten Unternehmenskrediten, Kreditkartenschulden, Studentenkrediten und Eigenheim-Hypotheken. Durch den Handel mit diesen Paketen erhielten die Banken Provisionen und konnten zugleich durch das Abstoßen problematischer Kredite ihr Eigenkapitalrisiko verringern, was ihnen erlaubte, neue Kredite zu vergeben. Abgenommen wurden diese gebündelten Derivate von Hedgefonds, Pensionsfonds und anderen Banken. Auch in Deutschland wurden die gesetzliche Grundlagen für eine solche Kreditverbriefung geschaffen. Dadurch wuchs bis 2007/2008 die Summe der Aktiva der Hypothekenverbriefungen in den deutschen Banken auf 800 Milliarden Euro an, gleichzeitig soll es immer wieder zu Finanzwetten der verbriefenden Banken gegen die Werthaltigkeit der eigenen Kreditverbriefungen gekommen sein.
Innerhalb des Interbankenbereichs, die Kredite zu Bündeln verbrieften, würden etwa ein Dutzend Banken agieren und ein Oligopol bilden, in dem kein Preiswettkampf mehr stattfinde. Sieben Großbanken würden Derivate im Wert von 200 Billionen Dollar handeln und hätten in diesem Markt einen Anteil von 90 %. Den Markt der Kreditausfallversicherungen mit einem Volumen von 60 Billionen Dollar würden fünf Großbanken beherrschen: J. P. Morgan, Goldman Sachs, Morgan Stanley, Barclays Group und Deutsche Bank. Die Kreditausfallversicherungen würden nicht öffentlich gehandelt, sondern von den fünf Banken gesteuert. Bei Ausfall müssten Unternehmen und Staaten wesentlich höhere Zinsen zahlen, wodurch Staaten in diesem System in Schwierigkeiten geraten könnten, wie beispielsweise Griechenland. Des Weiteren würde dieser Markt wegen seiner mangelnden Transparenz nach außen und der wenigen agierenden Marktteilnehmer geradezu zu Insidergeschäften einladen.
Ein Ende dieser Geschäftspraktiken sei nicht abzusehen. Es würden weiterhin Kredite verbrieft werden. Weitere Fusionen und Zusammenschlüsse der Finanzindustrie fänden mit Unterstützung der Zentralbanken und der Regierungen statt. Die etwas „strafferen Regeln“ für Banken nach Basel III sollen erst 2018 Anwendung finden. Diese Regeln bedeuten nach Berechnungen von Wagenknecht letztlich eine Hinterlegung von lediglich 2 % Eigenkapital der Banken für ausgegebene Kredite.
Die frei verfügbaren Kapitalmassen würden der Umverteilung zulasten der Löhne und zugunsten der Kapitaleigner entstammen. Eine bedeutsame Quelle der entstandenen Kapitalmassen läge in dem Mechanismus der Geldschöpfung der globalisierten Banken. Durch Absenkung oder Umgehung der Mindestreserve hätte es zu einer nahezu unbegrenzten Möglichkeit der Kreditschöpfung geführt. Dies hätte nur deshalb keine inflationäre Wirkung, da dieses Geld im Bereich der Finanzspekulation zirkuliere und nicht zum Kauf von Wirtschaftsgütern verwendet würde. Mit dieser Jahrzehnte dauernden Deregulierung hat es das globale Finanzsystem geschafft, ohne Rückgriff auf zusätzliche Zentralbankgelder theoretisch unendliche Kreditvolumina zu erzeugen, denn die Mindestreserve sei heute kein Hebel mehr, um die Kreditvolumina zu begrenzen.
Diese Kreditschöpfung erzeugte gigantische Geldvermögen, denen keine produktive Wirtschaftsaktivität in Form von Erzeugung von Gütern und Dienstleistungen gegenüberstünde. Ferner flössen diese Wertstellungen etwa der Börsennotierungen in die Berechnungen der Bruttosozialprodukte ein. Das BSP bestehe daher teilweise aus „Luftbuchungen“, denen keine realen dinglichen Werte gegenüberstehen.
Aber nicht nur Banken hemmen nach Darstellung Wagenknechts den Wirtschaftskreislauf, auch Konzerne würden ihre Ressourcen kaum mehr für Innovationen, Forschung und Investitionen verwenden. Auch sie würden sich nach den kurzfristigen Interessen des Shareholder Value richten, hohe Dividenden ausschütten und ihre eigenen Aktien zurückkaufen. Intern laute das Konzern-Credo „Kostensenkung zu Lasten des Personals, der Produktqualität und der Zulieferer.“
Gegen den Mythos der „Leistungsgesellschaft“ wendet Wagenknecht ein, dass wirklicher Reichtum heute nicht mehr wie behauptet durch Einkommen aus Leistung erworben würde, sondern über Profit- und Vermögenseinkommen ohne Leistung abgeschöpft werde. Der Zugriff auf diese Einkommen befindet sich in den Händen von kaum einem Prozent der Bevölkerung, die diese Vermögen vor allem ererbt haben.
Zweifelsfrei habe der Kapitalismus in mehreren Phasen seiner Entwicklung die Produktionstechnologien entwickelt und die Lebensverhältnisse der Menschen verbessert wie keine andere Gesellschaftsform vor ihm, so Wagenknecht. Aber er habe die Lebensgrundlagen der Menschen zerschlissen oder zerstört und es stelle sich die Frage, ob es sich um eine kurzfristige Fehlentwicklung oder um einen irreparablen Strukturfehler handele. In der Nachkriegszeit konnte der Kapitalismus, aufgrund hoher Investitionsraten, eine Massengüterproduktion mit starker Nachfrage entwickeln, aber bereits in den 1970er Jahren ging die Nachfrage zurück. Daraufhin habe mit neoliberalen Wirtschaftsprogrammen eine Umverteilung zu Lasten der Löhne und Gehälter, der Staaten und der Konsumenten begonnen, die zum Entstehen einer Vermögensblase- und eines Schuldenbergs geführt habe, die das Wirtschaftswachstum blockiere.
Nachdem das Modell des bisherigen wirtschaftlichen Wirtschaftswachstums offensichtlich an Grenzen gestoßen sei (Wachstumskritik), stellt sich Wagenknecht die Frage, ob es ein qualitatives Wachstumsmodell mit positiver Entwicklungsperspektive geben könne. Es existiere zweifelsfrei ein Investitionsstau der Wirtschaft in umweltschonende und nachhaltige Produktionsmethoden. Dieser Wandel würde aber erstens von den innovationsfeindlichen Großkonzernen blockiert, da Neuinvestitionen erst rentabel seien, wenn die alten Anlagen durch Abnutzung abgeschrieben worden seien. Technologisch seien beispielsweise seit langem klimafreundliche Fahrzeuge produzierbar, trotzdem würden weiterhin Verbrennungsmotoren produziert. Die Investitionen in die Umwelt würde auch meist keine zusätzlichen Profite abwerfen. Auch ein Modell einer grünen „Ökologie für Besserverdiener“ oder „Ökodiktatur“, die eine Mehrheit dazu zwingen würde Wohlstandsverluste hinzunehmen, entspräche nicht den demokratischen Vorstellungen von Wagenknecht. Sie erwartet keine künftigen „langen Wellen“ und keinen extensiven Wachstumszyklus des Kapitalismus mehr.

### Kreativer Sozialismus: Einfach, Produktiv, Gerecht
Da in jüngster Zeit nicht nur Entwicklungsländer, sondern entwickelte Industrieländer von einem Staatsbankrott bedroht sind, merkt Sahra Wagenknecht an, dass die derzeitigen öffentlichen Spardebatten nicht darauf zielen, die Schulden, sondern die öffentlichen Ausgaben zu senken. Sie errechnet, dass in der Bankenkrise 1 Billion Euro privater Schulden auf die öffentliche Hand übertragen wurden. Die Folge davon wird sein, dass die EZB aufgrund der Schuldensituation die Zinsen weiter erhöhen muss, mit der Folge einer weiter ansteigenden Schuldenlast. Geht ein Euro-Land Bankrott, wird ein Run auf die Banken entstehen, die diese in die Zahlungsunfähigkeit bis zum Zusammenbruch treiben wird. Dabei wird es zu einer Entwertung des Geldvermögens kommen, was die Reichen zwar etwas ärmer macht, die Mittelschichten aber verarmen lässt. Diese Variante hält sie für die wahrscheinlichste und diskutiert nachfolgend sieben Denkansätze zur Krisenlösung. Dabei zeigt sie deren Grenzen und Möglichkeiten auf und stellt abschließend ihre Alternative vor, die darin besteht, dass es zu einer Streichung in Gänze oder in Teilen der Altschulden der Euro-Staaten kommen muss, bei gleichzeitigem Schutz der Kleinanleger, Verstaatlichung der großen Finanzkonzerne, damit deren Schuldtitel nicht auf die Staaten übergehen und von den Steuerzahlern beglichen werden müssen, eine einmalige Abgabe auf große Vermögen, radikale Umverteilung von oben nach unten, und einen Aufbau eines Systems stabiler Staatseinnahmen. Auf diesem Weg wären ihrer Auffassung nach die Altlasten der Vergangenheit beseitigbar.
In einem detaillierten Unterabschnitt weist Wagenknecht nach, dass die Rente, die auf dem Umlageverfahren basiert, nicht verkümmert ist, sondern politisch von drei Interessengruppierungen zerschlagen wurde: den Unternehmern, die sich sinkende Arbeitgeberbeiträge versprachen, die Finanzindustrie, die daraus Milliardengewinne erwirtschaftete und die Besserverdienenden, die die Riesterrente nicht brauchen. Die staatliche Rente wurde von der Lohnentwicklung abgekoppelt, die Rentenbeiträge der Arbeitslosen „kleingeschrumpft“, die Besteuerung der Renten beschlossen, die Rentenempfänger zur Zahlung der Pflegeversicherung gezwungen und die Rente ab 67 Jahren eingeführt.
Jahrelange negative Statements vom Sachverständigenrat, von Bankverbänden und deren Lobbyisten gegen das deutsche Sparkassensystem brachten es in den Verruf, rückständig zu sein, und sie wollten es beseitigen. Wagenknecht hält an diesem Bankenmodell fest, denn dieses ist nach ihrer Auffassung am besten geeignet, eine regionale Investitionsförderung des Mittelstands zu leisten. In diesem Zusammenhang weist Wagenknecht auch auf die Rolle der EU-Kommission hin, die die Aufgaben der Landesbanken änderte und ihre Kreditvergabe beschränkte, in dem sie diese an Rentabilitätskriterien orientierten mussten und sie dadurch zur Teilnahme am Investmentbanking zwangen. Sie hält das System der Sparkassen und Landesbanken für notwendig, und die jüngste ungute Entwicklung der Landesbanken sei kein Grund dafür, diese zu zerschlagen. Sie hätten weiterhin eine bedeutende Aufgabe zur Investitionsfinanzierung in einem föderalen System der Bundesrepublik. Der gesamte Finanzsektor müsste ihrer Auffassung nach künftig schrumpfen, damit er seine eigentliche Aufgabe der Förderung der Realwirtschaft wahrnehmen kann.
Bis in die 1990er Jahre war der Bereich der Grundversorgung: Post, Bahn, Wasser, Energie, Kommunale Dienste, Krankenhäuser, Universitäten und Schulen in öffentlicher Hand. Dies änderte sich als die Europäische Kommission ihre Richtlinien zur Liberalisierung des Energie-, Post- und Telekommunikationsmarktes herausgab. Im Rahmen dieser Liberalisierungsbestrebungen veränderte sich Europa, und einige wenige Anbieter beherrschen seitdem diesen Markt. Zunächst traten zwar viele verschiedene Anbieter auf, die anschließend vom Markt verschwanden.
Dass die sozialen und ökologischen Grunderfordernisse der Gemeinschaft in einem gesetzlichen Rahmen fixiert werden müssen, legt Wagenknecht ausführlich dar. Sie sind in ihren Augen ein „natürliches Monopol“, das nicht privatisiert werden darf, da es sich um einen öffentlichen Auftrag handelt, der demokratisch kontrolliert werden muss und nicht privater Renditeanforderung unterworfen werden darf. Dabei würde die Geld- und Kreditschöpfung der Banken über Eigenkapitalvorschriften und Mindestreservesätze gesteuert und ein Verbot von Spekulationsgeschäften eingeführt.
Wagenknecht zeichnet in einem Unterkapitel die wirtschaftliche Nachkriegsgeschichte Frankreichs, Großbritanniens, Italiens, Österreichs und Deutschlands nach, ferner auch die jüngste Entwicklung in China. Dabei zeigt sie, dass öffentliche Unternehmen nicht ineffizient sind, nicht Ressourcen verschleudern oder nicht notwendigerweise Versorgungseinrichtungen „abgehalfterten Politiker“ sind. Ihr geht es bei der Darstellung der wirtschaftlichen Nachkriegsentwicklung um ein Aufzeigen der Möglichkeiten staatlichen Handels im Interesse der Bevölkerungsmehrheit. Ferner zeigt sie aber auch, dass sich staatliche Initiativen nicht nur auf die Rettung sanierungsbedürftiger Unternehmen beschränken dürfen, sondern dass der Staat sehr wohl in der Lage ist, Schlüsselindustrien zu übernehmen und diese effektiv zu steuern. Bedeutsam ist für sie: Im Gegensatz zu privaten Unternehmen nutzen staatliche Unternehmen ihre Preissetzungsmacht bewusst nicht aus.
In dem Abschnitt „Grundrisse einer neuen Eigentumsordnung“ hinterfragt Wagenknecht den Sinn und Zweck einer Volkswirtschaft, lehnt dabei insbesondere die Art und Weise ab, wie unter heutigen Bedingungen Güter und Dienstleistungen hergestellt und vertrieben werden. Denn auf den Märkten wird nicht mehr durch Eigennutz und Profittrieb die Wirtschaft von unsichtbarer Hand zum Wohle aller gelenkt, wie dies Adam Smith annahm; denn durch das Diktat des Shareholder Value werde der Profittrieb zum Unternehmenszerstörer, weil die wirklichen Unternehmensergebnisse wie Qualität, Innovation und Produktivität in den Hintergrund im Streben nach kurzfristiger Profitrealisierung trete. Markt und Wettbewerb disziplinieren die Konzerne nicht mehr, und dies sei, wovor die Ordoliberalen stets gewarnt haben.
Wagenknecht spricht sich nicht gegen die Globalisierung aus, hält die derzeit global agierenden Wirtschaftsunternehmen in Privatbesitz als Träger der Fehlentwicklung, eine „Sackgasse der ökonomischen Evolution“, denn eine kreative Wirtschaftsordnung habe nicht die Aufgabe die unproduktiven Erben der Unternehmensgründer zu unterstützen.
Ihre Vorschläge für die Ausgestaltung eines „kreativen Sozialismus“ lauten: Erhebung einer Vermögenssteuer von 5–10 % auf Vermögen oberhalb von 1 Mio. Euro, die an ein stiftungsähnliches unveräußerliches Belegschaftseigentum übergeht, in Unternehmen über 100 Mio. Euro sollen Kommunen oder Länder eine Sperrminorität von 25 % erhalten, jeder sollte das Recht erhalten, bis zu 1 Mio. Euro steuerfrei zu vererben. Bei größeren Vermögen soll die Erbschaftssteuer 100 % betragen, die sowohl anteilig an den Staat als auch an Belegschaftsstiftungen übergeben werden soll. Marktbeherrschende Unternehmen sollten generell nicht in Privatbesitz befindlich sein. Kreativer Sozialismus will mehr Markt, er habe sich vom planwirtschaftlichen Sozialismus verabschiedet: „Es gibt Marktwirtschaft ohne Kapitalismus und Sozialismus ohne Planwirtschaft“.

### Erhard reloaded: Wohlstand für alle, nicht irgendwann, sondern jetzt!
Der Kapitalismus löst das Versprechen „Wohlstand für Alle“ nicht mehr ein. Es geht Sahra Wagenknecht darum, dass nicht nur eine neue Einkommensverteilung erfolgt. Vielmehr soll der Wohlstand auf eine verbesserte Basis gestellt werden. Konsumgüter sollten nach Haltbarkeit und nicht nach Verbrauch und Verschleiß produziert werden.
Plan und Markt stünden sich nicht gegenüber und Wagenknecht nennt zahlreiche Beispiele betrieblicher Planung. Die bisherigen Planungsinstrumente müssten um die Möglichkeit zur gesellschaftlichen Steuerung erweitert werden.
Die großen Ungleichheiten in der Einkommensverteilung müssten nivelliert werden, weil nur bei entsprechender Kaufkraft Menschen ihrem wirklichen Bedarf Rechnung tragen können. Die ungleiche Verteilung der Einkommen führe auf den Märkten gewissermaßen zur Aufteilung in Billigdiscounter und Luxusgüteranbieter. In einer echten Leistungsgesellschaft sind die Einkommens- und Vermögensunterschiede kleiner. Es zeige sich auch in untersuchten Unternehmen, dass diejenigen Unternehmen, bei denen diese Einkommensverteilung weniger auseinanderklafft, erfolgreicher sind.
Darüber hinaus nehmen die gesellschaftlichen Probleme bei Ungleichheit zu. Sie erzeuge psychische Erkrankungen, höhere Säuglingssterblichkeit, Alkohol- und Drogensucht. Denn je ungleicher die Verhältnisse, desto größer sei die Angst vor einem gesellschaftlichen Absturz.
Für Sahra Wagenknecht ist „der Kapitalismus zum wichtigsten Hindernisgrund für Freiheit, Demokratie und Wohlstand geworden, deshalb lautet die politische Forderung unserer Zeit: Freiheit statt Kapitalismus.“

## Rezeption
Für Frank Wiebke vom Handelsblatt kommt das Buch mit einem recht „hohen theoretischen Anspruch daher, der auch über weite Strecken eingelöst wird“. Wagenknecht greift auf die Inhalte ihrer früheren Bücher über den heutigen Kapitalismus und die Finanzkrise zurück und zeigt, „trotz eines sicherlich einseitigen Blickwinkels, ein tieferes Verständnis für wirtschaftliche Zusammenhänge als viele Politiker aus Parteien, denen man gemeinhin Wirtschaftsnähe und -kompetenz zuspricht“. Wiebke betrachtet Wagenknechts praktische Vorschläge nach mehr Umverteilung und Vergesellschaftung eher als „sozialistische Ladenhüter“.
Am 18. Mai 2011 betont Jörg Riemenschneider in einer Sendung des NDR-Info-Interviews, dass Wagenknecht in ihrem Buch „sauber recherchiert, faktenreich, kompetent und in verständlicher Sprache […] ihre gesellschafts- und wirtschaftspolitischen Grundlinien der Neuzeit“ aufzeigt.
In einer Buchvorstellung der Süddeutschen Zeitung lobt Winfried Kretschmer das „kenntnisreich geschriebene Kapitel über 'das gebrochene Versprechen Ludwig Erhards' und die präzise Analyse des modernen Finanzkapitalismus“, bemängelt jedoch „eine pauschale und eindimensionale Interpretation der Wirtschaftswirklichkeit“ und den „Blick durch die rote Parteibrille, garniert mit der üblichen Polarisierungsrhetorik […]: Zocker, Abzocker, Heuschrecken und Finanzhaie“. Wagenknecht falle zu einer Veränderung zum kreativen Sozialismus nur eine „grundlegende Veränderung der Eigentumsverhältnisse“ und „radikale Einkommensumverteilung“ ein.
Der CSU-Politiker Peter Gauweiler lobte gleichfalls in der Süddeutschen Zeitung die faktenreiche, klare Sprache des Buches und dass die Autorin nicht mogele, was eine echte Seltenheit bei öffentlichen Personen sei. Der von Wagenknecht vorgeschlagenen flächendeckenden Enteignung deutscher Familienunternehmen widersprach er jedoch deutlich.
Roger Baettig von der International Business Times hält fest, dass Wagenknecht den Kapitalismus überwinden, aber nicht die Märkte zerstören und kleine und mittlere Unternehmen erhalten will. Er nimmt an, dass es auch bei Kommunisten einen Lernprozess hinsichtlich des Erhalts der Märkte zu geben scheint, denn er meint, sie erkennen auch die Vorteile von „Leistung“ und „Wettbewerb“.
Im Deutschlandfunk ist Arno Orzessek der Auffassung, dass Wagenknecht „mit dem Begriffsbesteck der Ökonomie“ analysiert. Sie zeige, dass „die Macht von Finanzindustrie und Großkonzernen kein Naturgesetz des Marktes ist, sondern eher dessen Aufhebung“. So „spröde, wie Wagenknecht als Person beschrieben wird, so spröde komme auch ihr neues Buch daher – und hat doch einen heißen Wutkern“. Insgesamt aber gewinne Wagenknecht mit dem Buch „Freiheit statt Kapitalismus“ an Seriosität, sie setze auf einen „kreativen Sozialismus“, wobei es aber unklar bleibe, wer „das notwendige internationale Projekt eigentlich in die Hand nehmen könnte“.
Der Betriebswirtschaftsprofessor Max Otte sieht in dem Buch eine „hervorragende Analyse“, die auch von Begründern der sozialen Marktwirtschaft wie Ludwig Erhard stammen könnte. Wagenknecht demaskiere „die Mythen und Schwachstellen des globalen Hyperkapitalismus“. Nur bei den Lösungsvorschlägen bleibe das Buch vage.
In der Zeitschrift Junge Welt bespricht Georg Fülberth das Buch und kommt zum Ergebnis, dass darin „nichts Falsches und kaum Neues, aber viel Vernünftiges“ steht. Er hält allerdings nichts von dem Rückgriff Wagenknechts auf den Ordoliberalismus, den sie, so vermutet er, als „Marketingidee“ verwendet. Er verweist vor allem darauf, welche Rolle die im Buch genannten Ordoliberalen in der Zeit des Nationalsozialismus und auch in der Nachkriegszeit spielten, denn um die Wirkungsweise des Marktes darzustellen, „hätten ein paar Zeilen genügt“’. Er vermutet, dass sich mit ihren Thesen der Versuch einer Wiedervereinigung mit der SPD ankündigt, im Osten übernehme Die Linke und im Westen die SPD möglicherweise die jeweilig anderen Parteigliederungen. Dies wäre die Folge eines Rückgriffs auf die Mitte; der allerdings nur gelänge, wenn sich bei den Wahlen in ferner Zukunft Stimmen auch aus der Mitte gewinnen lassen würden.
Joachim Bischoff und Christoph Lieber von der Zeitschrift Sozialismus verorten den Beitrag von Wagenknecht in einer linken Diskussion um den Demokratischen Sozialismus im 21. Jahrhundert. Für Bischoff/Lieber ist der Sozialstaat keine originäre Säule im Ordoliberalismus, denn dieser entstand als Ergebnis langer Verteilungskämpfe von Lohnarbeit und Kapital in der Nachkriegszeit Deutschlands. Der von Wagenknecht angestrebte bürgerliche Diskurs wird nicht verworfen, allerdings fehle eine konzeptionelle Ausweisung im Buch, fast völlig ausgeblendet bleiben die Akteure der von ihr angestrebten Veränderung und deren Entwicklung und Organisationsformen veränderter Eigentumsverhältnisse in Übergangsprozessen, ferner sichern aus der Sicht von Bischoff/Lieber Belegschaftseigentumsanteile allein keineswegs den Übergang zum kreativen Sozialismus.
Für Erhard Crome vom Neuen Deutschland ist der Titel „Programm“ und „Provokation“ zugleich, denn „in der Bundesrepublik Deutschland wurde gern mit dem Slogan Wahlkampf gemacht: »Freiheit statt Sozialismus«“. Wagenknecht habe mit ihrem Buch seiner Meinung nach „eine alte sozialistische Tradition“ wieder aufgenommen, theoretisch zu arbeiten und diese Ergebnisse in die öffentliche Diskussion einzubringen und dies trage dazu bei, linker Politik eine eigenständige theoretische Grundierung zu geben, ob man alle ihre Argumentationen und Folgerungen teilt oder nicht.
Der Politikwissenschaftler Klaus Schroeder diagnostizierte in Deutschlandradio Kultur, „dass Wagenknecht einen Übergang vom Kapitalismus zum Sozialismus skizziert“, „der in vielem der sozialistischen Umwälzung in der Sowjetischen Besatzungszone nach dem Krieg ähnelt“. Wagenknecht spreche zwar „manche Missstände unserer Wirtschafts- und Gesellschaftsordnung zu Recht an“, blende aber „die soziale Realität breiter Bevölkerungskreise [konsequent] aus“, um die heutigen Verhältnisse, wie „von eingefleischten Marxisten nicht anders zu erwarten“, als Elendsszenario darzustellen. Abschließend warnt er, „ihre Therapie wird nicht zu mehr Freiheit und Wohlstand, sondern zu weniger Wohlstand und zur Einschränkung individueller Freiheiten führen“.

## Ausgaben
- Freiheit statt Kapitalismus. Eichborn, 2011, ISBN 978-3-8218-6546-1.
- Freiheit statt Kapitalismus. über vergessene Ideale, die Eurokrise und unsere Zukunft. Erw. und aktualisierte Neuausg., Campus-Verlag, Frankfurt am Main 2012, ISBN 978-3-593-39731-3.